# Petrell de Cook
El petrell de Cook (Pterodroma cookii) és un ocell marí de la família dels procel·làrids (Procellariidae), d'hàbits pelàgics, que cria a les illes Little Barrier, Great Barrier i Codfish, de Nova Zelanda, i es dispersa pel Pacífic.